# Wietzesiedlung
Die Wietzesiedlung bezeichnet die drei gemeindeübergreifenden Siedlungsbereiche Bissendorf-Wietze, Wennebostel-Wietze und Kleinburgwedel-Wietze in der Region Hannover.

## Lage
Die Wietzesiedlung liegt südlich vom Autobahndreieck Hannover-Nord an der L383 und der Straße Wietze-Aue. Der südliche und westliche Teil ist Bissendorf-Wietze, der östliche Wennebostel-Wietze und der nördliche Kleinburgwedel-Wietze.

## Geschichte
Die Wietzesiedlung entstand gegen Ende des Zweiten Weltkriegs, als Bewohner Hannovers zum Schutz vor Bomben Wohnhäuser im Wald errichteten. Ab 1945 wurde das Gebiet von einem Wochenend- und Gasthausgebiet in ein Wohngebiet umgewandelt. Die heute durch die Siedlungen verlaufende Wietze wurde Ende der 1950er Jahre begradigt, um Überschwemmungen zu vermeiden. Für den Bau der westlich gelegenen A 352 wurde in den Sechzigern der Natelsheidesee ausgebaggert, der heute als beliebter Badesee fungiert. Zeitgleich wurde eine Versorgungsinfrastruktur aufgebaut, mit der die Bewohner beispielsweise an das Wassernetz angeschlossen wurden. 1978 folgten Strom- und 1987 Erdgasleitungen.
1947 wurde die Wietze-Gemeinschaft gegründet, die sich gemeindeübergreifend für die Bedürfnisse der Bewohner der Wietzesiedlung einsetzt.
Kommunal gesehen war die Wietzesiedlung schon immer gespalten. Während der Teil Bissendorf-Wietze zur früheren Gemeinde Bissendorf gehörte, war Wennebostel-Wietze ein Teil der Gemeinde Wennebostel und Kleinburgwedel-Wietze ein Teil der Gemeinde Kleinburgwedel. Bei der Verwaltungsreform 1974 wurden die drei im Landkreis Burgdorf gelegenen bisher eigenständigen Gemeinden neu eingemeindet. Während Bissendorf und Wennebostel an die Gemeinde Wedemark fielen, ging Kleinburgwedel in der Stadt Burgwedel auf. Weiterhin waren die Wedemärker Teile aber noch als Ortsteile getrennt. Somit lag die bisher drei verschiedenen Gemeinden zugehörige Wietzesiedlung nun in drei verschiedenen Ortsteilen einer Gemeinde und einer Stadt. Nach jahrelangen Bestrebungen wurden schließlich 2011 die Wedemärker Teile aus ihren Ortsteilen herausgelöst und zum neuen Ortsteil Bissendorf-Wietze vereinigt. Heute gehört lediglich die nur zwei Straßen umfassende Siedlung Kleinburgwedel-Wietze nicht zur Wedemark.